# 개즈던 매입 하프 달러
개즈던 매입 하프 달러(Gadsden Purchase half dollar) 또는 개즈던 매입 50센트 주화는 미국 조폐국에서 발행하도록 제안된 기념주화였다. 50센트에 대한 법안은 1930년에 상하원을 모두 통과했지만 허버트 후버 대통령에 의해 거부권이 행사됐다. 하원은 찬성 96표, 반대 243표로 그의 결정을 지지했는데, 이는 필요한 3분의 2의 과반수에 훨씬 못 미치는 수치였다. 이는 후버 대통령직에 대한 최초의 거부권이자 기념주화 지폐에 대한 최초의 거부권이었다.
1854년 개즈던 매입에 대한 의회 비준을 기념하기 위한 제안은 자신이 관리하고 배포할 수 있는 기념 주화를 원했던 엘패소 주화 상인 라이먼 W. 호페커의 아이디어였다. 그는 텍사스와 남서부 지역의 몇몇 의원들의 지지를 얻었고, 1929년 4월 의회에 법안이 제출되어 11개월 후 청문회를 받았다. 앤드루 멜런(Andrew W. Mellon) 재무장관은 이 법안에 반대하는 서신과 두 명의 공무원을 보냈지만 법안은 반대 없이 하원과 하원을 모두 통과했다. 1930년 4월 21일, 후버는 기념주화를 남용하는 것으로 간주하여 법안을 거부했다. 하원에서 열린 재정의 토론에서 단 한 명의 의원만이 후버의 행동에 찬성했지만 거부권은 쉽게 유지되었다.
후버 행정부의 남은 기간 동안에는 기념주화가 주조되지 않았다. 프랭클린 D. 루스벨트가 취임한 후에 재개되었지만 1935년에 루스벨트는 의회에 기념 주화 법안 통과를 피할 것을 촉구하면서 후버의 거부권을 인용했다. 그는 1938년에 하나를 거부했다. 1946년에 해리 S. 트루먼은 추가 주화 지폐에 반대하겠다고 경고하면서 비슷한 주장을 채택했으며, 1947년에 하나를 거부했다. 드와이트 D. 아이젠하워는 1954년에 세 개를 더 거부했다. 1955년부터 1981년 미국 재무부가 입장을 바꾼 이후까지 비유통 기념 주화는 발행되지 않았다.